# Saison 1 de Versailles
 (décembre 2017).
Si vous disposez d'ouvrages ou d'articles de référence ou si vous connaissez des sites web de qualité traitant du thème abordé ici, merci de compléter l'article en donnant les références utiles à sa vérifiabilité et en les liant à la section « Notes et références ».
Chronologie
Saison 2
Cet article présente les dix épisodes de la première saison de la série télévisée Versailles, diffusée du 16 novembre 2015 au 14 décembre 2015 sur Canal+.

## Distribution

### Acteurs principaux
- George Blagden (VF : Franck Lorrain) : Le Roi Louis XIV
- Alexander Vlahos (VF : Anatole de Bodinat) : Monsieur Philippe d'Orléans
- Tygh Runyan (VF : Frédéric Popovic) : Fabien Marchal
- Stuart Bowman (VF : Michel Dodane) : Alexandre Bontemps
- Anna Brewster (VF : Marie Diot) : Madame de Montespan
- Amira Casar : Béatrice de Lorraine
- Evan Williams (VF : Thomas Roditi) : Philippe de Lorraine
- Noémie Schmidt (VF : Noémie Schmidt) : Henriette d'Angleterre
- Elisa Lasowski : Marie-Thérèse d'Autriche
- Maddison Jaizani (VF : Leslie Lipkins) : Sophie/Mademoiselle de Clermont
- Pip Torrens (VF : Patrick Osmond) : Cassel
- Sarah Winter (VF : Sandra Valentin) : Louise de La Vallière

### Acteurs récurrents
- Lizzie Brocheré : Claudine, médecin du roi
- Steve Cumyn : (VF : Patrice Dozier) : Jean-Baptiste Colbert
- Gilly Gilchrist (VF : Jean-Louis Faure) : Jacques
- Dominique Blanc : Anne d'Autriche
- Joe Sheridan (VF : Vincent Grass) : François Michel Le Tellier de Louvois
- Geoffrey Bateman (VF : Achille Orsoni) : Jacques-Bénigne Bossuet
- Thierry Harcourt : André Le Nôtre
- Anatole Taubman (VF : Serge Faliu) : Montcourt
- Alexis Michalik : Louis de Rohan
- James Clack : Le Dauphin
- George Webster (en) : Guillaume III d'Orange-Nassau
- Mark Rendall (VF : Julien Allouf) : Thomas Beaumont
- Sabrina Bartlett (VF : Youna Noiret) : Mathilde
- Ned Dennehy (VF : Michel Voletti) : Père Etienne
- Calum MacPherson (VF : Frédéric Souterelle) : Big Fella
- Nathan Willcocks : François-Henri de Montmorency

- Doublage français
Direction artistique : Laurent Dattas
Adaptation : Igor Conroux et Philippe Sarrazin

## Liste des épisodes

### Épisode 1:Un roi sans château n'a rien d'un vrai roi
- France : 16 novembre 2015 sur Canal+

### Épisode 2:L'État c'est moi
- France : 16 novembre 2015 sur Canal+

### Épisode 3:Il est temps que la noblesse réplique
- France : 23 novembre 2015 sur Canal+

### Épisode 4:Demain j'aurai bien plus de choses en commun avec mon ennemi qu'avec mon propre frère
- France : 23 novembre 2015 sur Canal+

### Épisode 5:La guerre fait toujours rage en toi, dis-lui « Halte! »
- France : 30 novembre 2015 sur Canal+

### Épisode 6:Ce n'est pas un enfant que tu lui donnes, c'est un bâton avec lequel il nous frappera
- France : 30 novembre 2015 sur Canal+

### Épisode 7:La maladie du roi empire, c'est maintenant qu'il faut agir
- France : 7 décembre 2015 sur Canal+

### Épisode 8:Ton palais de rêve est en train de devenir un paradis du complot
- France : 7 décembre 2015 sur Canal+

### Épisode 9:Des forces beaucoup plus puissantes et déterminées continuent de chercher à nous détruire
- France : 14 décembre 2015 sur Canal+

### Épisode 10:Laissez-moi sentir le soleil sur ma peau
- France : 14 décembre 2015 sur Canal+